# Joseph F. Johnston
Joseph Forney Johnston (23 de Março de 1843 - 8 de Agosto de 1913) foi um político americano filiado ao Partido Democrata e empresário que foi o 30° Governador do Alabama de 1896 até 1900. Mais tarde, exerceu no Senado dos EUA do dia 6 de Agosto de 1907 até sua morte no dia 8 de Agosto de 1913. Durante seu mandato como senador, exerceu como presidente do Comitê para a Criação de uma Universidade dos Estados Unidos.

## Biografia
Nasceu no Condado de Lincoln, Carolina do Norte, no dia 23 de Março de 1843, Johnston frequentou as escolas públicas rurais da Carolina do Norte durante sua juventude. Johnston mudou-se para Talladega, Alabama, aos dezessete anos, e frequentou uma academia militar. No início da Guerra Civil, Johnston se alistou como soldado do Exército dos Estados Confederados. Johnston serviu durante a guerra, recebendo ferimentos nas batalhas de Chickamauga, Spotsylvania, New Market e Petersburg. No final da guerra, alcançou o posto de capitão.
Depois de voltar da guerra, Johnston estudou direito com William H. Forney e foi aceito na Ordem. Advogou em Selma, Alabama, eventualmente se mudando para Birmingham para se tornar presidente do Banco Nacional do Alabama. Em 1887, Johnston se tornou presidente da empresa Sloss Iron & Steel, uma indústria que prosperava no Alabama na época.
Johnston entrou no meio político pela primeira vez em 1890, quando concorreu a governador do Alabama, mas perdeu para Thomas G. Jones. Em 1896, novamente concorreu ao cargo de governador e conseguiu, exercendo dois mandatos consecutivos de dois anos como Governador do Alabama. As realizações de Johnston durante seu mandato como governador incluem a reforma tributária, a criação do Departamento de Seguros do Alabama e a criação de um inspetor estadual de minas.
Johnston decidiu não buscar outro mandato como governador em 1900, e em vez disso desafiou John Tyler Morgan nas eleições do Senado daquele ano. Morgan derrotou Johnston e, em 1902, Johnston tentou um terceiro mandato como governador contra o incumbente William D. Jelks. A revelação de vários escândalos envolvendo a Sloss Iron & Steel, bem como a má conduta no sistema penitenciário, prejudicaram Johnston, e acabou perdendo a eleição.
Johnston alcançou novamente o cargo político, no entanto, ao ser eleito para concluir o mandato do Senador Edmund Pettus depois que Pettus morreu no cargo em 1907. Johnston foi reeleito em 1909 e exerceu no Senado até sua morte por pneumonia em 1913.
Johnston casou-se com Theresa Virginia Hooper, da Carolina do Sul. Tiveram três filhos: William Hooper, Edward Douglas e Forney. Está sepultado no Cemitério Elmwood de Birmingham.